# Aspleniàcies
Les aspleniàcies (Aspleniaceae) són una família de falgueres de l'ordre Polypodiales o en algunes classificacions antigues dins l'única família de l'ordre Aspleniales.
Tots els membres d'aquesta família tenen sorus linears intramarginals.

## Taxonomia
La majoria dels especialistes pteridòlegs actualment consideren que aquesta família consta de d'un a tres gèneres. D'altres encara mantenen gèneres segregats com Phyllitis i Ceterach. Un estudi filogenètic de les aspleniàcies publicat el 1999 concloïa que espècies segregades com Camptosorus i Neottopteris estan enllaçades amb Asplenium i recomanava que s'incloguin dins aquest gènere, però suggeria que Hymenasplenium (incloent Boniniella) i Phyllitis estan menys relacionats que altres espècies d'Asplenium i s'haurien de reconèixer a nivell de gènere.
El gènere Diellia, que consta de sis espècies que només es troben a Hawaii, abans es considerava un gènere independent, però ara es considera enllaçat amb el gènere Asplenium.

## Gèneres
Les asplenàcies inclouen dos gèneres:
- Asplenium L. 1753
- Hymenasplenium Hayata 1927

El gènere Hemidictyum (anteriorment ubicat dins Woodsiaceae) s'ha mostrat que és la família germana filogenèticament de les aspleniàcies, però ha estat traslladat a la seva pròpia família Hemidictyaceae.

## Relacions filogenètiques
El diagrama per als eupolypods II, basat en Lehtonen, 2011, and Rothfels & al., 2012, mostra la probable relació filogenètica entre les Aspleniaceae i les altres famílies del clade de les eupolypods II.